# Golden Time (曲)
「Golden Time」（ゴールデン・タイム）は、堀江由衣の楽曲。吉田詩織が作詞、KOHEIが作曲を手掛けた。堀江の16枚目のシングルとして2013年11月13日にスターチャイルドから発売された。

## 音楽性
本曲は、テレビアニメ『ゴールデンタイム』のオープニングテーマに使用された。制作に際し複数のデモ曲から作中のイメージに近い当曲および「Sweet&Sweet CHERRY」を選んだ。そのため堀江曰く「大学生が聴いている感じの曲」に仕上がっているという。

## シングルリリース
2013年11月13日にスターチャイルドから発売された。堀江のシングルとしては前作「夏の約束」から1年4か月ぶりのリリースとなる。「Days」以来となるオープニングテーマとエンディグテーマの同時収録シングルとなっているが、当初はエンディングを担当する予定はなかった。しかし堀江のオーディションの様子を見て急遽エンディングのオファーも貰ったという。
初回限定盤（KICM-91477）と通常盤（KICM-1477）の2種リリースで、初回限定盤には本曲のPVを収録したDVDが同梱されている。
2曲目「Sweet&Sweet CHERRY」は、R&B風の朝をイメージした曲に仕上がっている。

## シングル収録内容
| 全作曲・編曲: KOHEI。 |                                           |           |            |      |
| #                     | タイトル                                  | 作詞      | 作曲・編曲 | 時間 |
| 1.                    | 「Golden Time」                           | 吉田詩織  | KOHEI      | 3:44 |
| 2.                    | 「Sweet&Sweet CHERRY」                    | YUKAKO    | KOHEI      | 3:14 |
| 3.                    | 「Golden Time（off vocal ver.）」         |           | KOHEI      | 3:44 |
| 4.                    | 「Sweet&Sweet CHERRY （off vocal ver.）」 |           | KOHEI      | 3:12 |
| 合計時間:             | 合計時間:                                 | 合計時間: | 13:57      |      |

| #  | タイトル                     | 作詞 | 作曲・編曲 |
| -- | ---------------------------- | ---- | ---------- |
| 1. | 「Golden Time (MUSIC CLIP)」 |      |            |

## チャート
| チャート（2013年）                     | 最高位 |
| -------------------------------------- | ------ |
| オリコン                               | 19     |
| Billboard JAPAN HOT 100                | 18     |
| Billboard JAPAN Hot Singles Sales      | 13     |
| Billboard JAPAN Hot Animation          | 3      |
| サウンドスキャンジャパン（初回限定盤） | 13     |

## タイアップ
| 曲名               | タイアップ                                   |
| ------------------ | -------------------------------------------- |
| Golden Time        | アニメ『ゴールデンタイム』オープニングテーマ |
| Sweet&Sweet CHERRY | アニメ『ゴールデンタイム』エンディングテーマ |